# Richard Turner (attore)
Richard Turner (... – dopo il 1923) è stato un attore statunitense floruit 1916-1923.

## Biografia
Di lui si conosce molto poco se non la partecipazione a diversi film nei primi due decenni del XX secolo.

## Filmografia
- The Destroyers (film 1916), regia di Ralph Ince (1916)
- The Combat (film 1916), regia di Ralph Ince (1916)
- Harold, the Nurse Girl, regia di Frank Currier (1916)
- The Conflict, regia di Ralph Ince (1916)
- The Straight Way, regia di Will S. Davis (1916)
- Moral Courage, regia di Romaine Fielding (1917)
- The Web of Desire, regia di Émile Chautard (1917)
- Trouble Makers, regia di Kenean Buel (1917)
- Pages of Life, regia di Adelqui Migliar (1922)
- The School for Scandal, regia di Bertram Phillips (1923)